# جيمي ويب (لاعب كرة قدم أمريكية)
جيمي ويب (بالإنجليزية: Jimmy Webb)‏ هو لاعب كرة قدم أمريكية أمريكي، ولد في 13 أبريل 1952 في جاكسون في الولايات المتحدة.

## وصلات خارجية
- جيمي ويب على موقع مرجع كرة القدم المحترفة.كوم (الإنجليزية)